# Габрце
Габрце (на словенски: Gabrce) е село в Словения, Савински регион, община Рогашка Слатина. Според Националната статистическа служба на Република Словения през 2002 г. селото има 54 жители.